# The Beach Boys Today!
| Recensione                            | Giudizio |
| ------------------------------------- | -------- |
| AllMusic                              | [ 1 ]    |
| Blender (Today!/Summer Days ristampa) | [ 2 ]    |
| Encyclopedia of Popular Music         | [ 3 ]    |
| MusicHound Rock                       | [ 4 ]    |
| The Rolling Stone Album Guide         | [ 5 ]    |
| Piero Scaruffi                        | 6/10     |

The Beach Boys Today! (conosciuto anche semplicemente come Today!) è l’ottavo album in studio dei The Beach Boys pubblicato nel 1965 dalla Capitol Records.
L'album raggiunse la quarta posizione nella classifica americana il 29 maggio 1965, e la sesta posizione in Gran Bretagna nell'estate del 1966.
Viene definito da molti addetti ai lavori come il piccolo capolavoro prima del grande capolavoro Pet Sounds.
Nel 2003, la rivista Rolling Stone l'ha inserito al 270º posto della sua lista dei 500 migliori album.

## Descrizione

### Origine e storia
Nel 1964, al termine di un periodo particolarmente stressante per il gruppo, i Beach Boys avevano pubblicato ben quattro album in un anno, e registrato gli innovativi brani When I Grow Up (To Be a Man) e Dance, Dance, Dance. A conseguenza di ciò il leader del gruppo, Brian Wilson, era fisicamente e psicologicamente esausto, e soffrì di un forte attacco di panico con conseguente esaurimento nervoso il 23 dicembre 1964.
Mentre la maggior parte dei brani di Today! furono registrati nel gennaio 1965, Wilson informò la band che aveva deciso di ritirarsi dai concerti e che non sarebbe più andato in tour con il gruppo per avere più tempo in studio di sperimentare ed elaborare le sue composizioni. Anche se a malincuore, gli altri membri del gruppo dovettero accettare la decisione di Brian, e dopo una breve comparsata di Glen Campbell come rimpiazzo di Wilson in concerto, venne reclutato Bruce Johnston, un musicista (ex-membro, con Terry Melcher, dei The Ripchords) grande ammiratore della band, che divenne quindi il bassista dei Beach Boys nell'aprile 1965.
Today! è un album notevole e singolare proprio per la sua struttura atipica per i tempi, costituita da un primo lato di canzoni pop-rock movimentate, ed una seconda facciata formata esclusivamente da malinconiche ballate. Sul primo lato, When I Grow Up (To Be a Man), Dance, Dance, Dance e Do You Wanna Dance? diventarono tutti dei notevoli successi, e Help Me, Ronda sarebbe stata in seguito registrata nuovamente e pubblicata su singolo come Help Me, Rhonda, con grande riscontro di pubblico. Il secondo lato dell'LP indica la continua maturazione del talento compositivo di Wilson, con una produzione più sofisticata e tematiche dei brani più profonde e complesse.
Wilson ammetterà in seguito di avere iniziato a fare uso di marijuana durante il dicembre del 1964 per combattere lo stress derivante dal lavoro, e di esserne diventato un consumatore abituale quando realizzò il profondo effetto che la sostanza ebbe sul suo modo di percepire la musica.

### Descrizione dei brani
Do You Wanna Dance? era stato un successo del 1958 di Bobby Freeman. I Beach Boys pubblicarono la loro versione su singolo, che entrò alla posizione numero 12 della classifica di Billboard. Il lato B del singolo, la canzone Please Let Me Wonder raggiunse il 52º posto.
Don't Hurt My Little Sister venne originariamente scritta per le Ronettes, e Phil Spector modificò il testo della canzone in Things Are Changing (For the Better) per la versione dei Beach Boys. Brian Wilson suona il pianoforte nell'introduzione del brano, coadiuvato da Spector. Questa è l'unica collaborazione esistente tra Wilson e Spector di cui si conosca l'esistenza.
When I Grow Up venne pubblicata anch'essa come singolo e raggiunse la posizione numero 9 in classifica negli Stati Uniti e la numero 29 nel Regno Unito. La canzone parla del processo di invecchiamento e delle paure e ansie associate a ciò. Brian Wilson accennò qui per la prima volta ai suoi problemi mentali, concetto poi sviluppato ulteriormente anche in In The Back Of My Mind.
Help Me, Ronda fu la seconda volta nella quale Al Jardine cantò da voce solista un brano dei Beach Boys (la prima volta era stata in Christmas Day sull'album precedente). Il brano fu in seguito registrato per la seconda volta in una nuova versione più breve, e con il titolo leggermente modificato ("Rhonda" anziché "Ronda") e pubblicato come singolo successivo tratto dall'album Summer Days (And Summer Nights!!). Questa nuova versione si rivelò un grande successo per la band. Il singolo fu il secondo dei Beach Boys a raggiungere il numero 1 in classifica.
Dance, Dance, Dance raggiunse la posizione numero 8 nella classifica dei singoli statunitensi. Nel singolo venne inserita come lato B la canzone The Warmth of the Sun, già presente nell'album Shut Down Volume 2.
I'm So Young era stata originariamente composta da William H. Tyrus, e pubblicata dal gruppo doo-wop degli Students.
Bull Sessions With "Big Daddy" è un estratto da un'intervista con il giornalista Earl Leaf, il cui soprannome era "Big Daddy". Leaf scriveva per la rivista californiana "Set Teenager". L'intervista da cui è derivato l'estratto risale al tour europeo del gruppo dell'autunno del 1964.

## Tracce
Lato 1
1. Do You Wanna Dance? (Bobby Freeman) - 2:14 1
2. Good To My Baby (Brian Wilson/Mike Love) - 2:12 2-3
3. Don't Hurt My Little Sister (Brian Wilson/Mike Love) - 2:03 2
4. When I Grow Up (To Be a Man) (Brian Wilson/Mike Love) - 1:58 2
5. Help Me, Ronda (Brian Wilson/Mike Love) - 3:04 2-4
6. Dance, Dance, Dance (Brian Wilson/Mike Love) - 1:56 2

Lato 2
1. Please Let Me Wonder (Brian Wilson/Mike Love) - 2:42 2-3
2. I'm So Young (W.H.Tyrus, Jr) - 2:26 3
3. Kiss Me, Baby (Brian Wilson/Mike Love) - 2:30 3
4. She Knows Me Too Well (Brian Wilson/Mike Love) - 2:25 3
5. In The Back Of My Mind (Brian Wilson/Mike Love) - 2:04 1
6. Bull Session With "Big Daddy" (Beach Boys) - 2:10 (Session)

### Specifiche esecutori
- 1 con Dennis Wilson come voce solista
- 2 con Mike Love come voce solista
- 3 con Brian Wilson come voce solista
- 4 con Al Jardine come voce solista

## Formazione
The Beach Boys
- Al Jardine – voce, armonie e cori, chitarra elettrica, basso
- Mike Love –  voce, armonie e cori
- Brian Wilson – voce, armonie e cori, basso, pianoforte, clavicembalo, organo
- Carl Wilson – armonie e cori, chitarra e chitarra a 12 corde, basso
- Dennis Wilson –  voce, armonie e cori, batteria, percussioni, hi-hat, tamburello, tom-tom

Musicisti aggiuntivi
- Earl Leaf – parlato
- "Louie" (nome completo sconosciuto) – nacchere
- Russ Titelman – percussioni
- Ron Swallow – tamburello, blocchi di legno
- Marilyn Wilson – armonie e cori, parlato
- Hal Blaine – batteria, blocchi di legno, campanelle, triangolo, tamburello, nacchere, clave
- Glen Campbell – chitarra acustica a 12 corde
- Peter Christ – corno inglese
- Steve Douglas – sax tenore
- David Duke – corno francese
- John Gray – pianoforte
- Carl Fortina – fisarmonica
- Plas Johnson – sax tenore
- Carol Kaye – basso
- Barney Kessel – chitarra, chitarra a 12 corde
- Larry Knechtel – basso
- Carrol Lewis – armonica
- Jack Nimitz – sax baritono
- Jay Migliori – sax baritono
- Earl Palmer – batteria
- Don Randi – piano
- Bill Pitman – chitarra elettrica e acustica
- Ray Pohlman – chitarra, basso
- Billy Lee Riley – armonica
- Leon Russell – pianoforte, organo, vibrafono
- Billy Strange – chitarra elettrica e acustica, mandolino elettrico, ukulele
- Tommy Tedesco – arpa automatica, chitarra elettrica, mandolino
- Julius Wechter – vibrafono, campana, timpani, tamburello, conga, clave
- Jerry Williams – vibrafono, timpani
- Sconosciuto – oboe, violoncello, violino, viola, corno inglese